# Asparn an der Zaya
Asparn an der Zaya – gmina targowa w Austrii, w kraju związkowym Dolna Austria, w powiecie Mistelbach. Liczy 1763 mieszkańców (1 stycznia 2014).